# Dativus absolutus
Der Dativus absolutus ist eine absolute Satzkonstruktion im Altkirchenslawischen und Ostbaltischen, die dem lateinischen Ablativus absolutus entspricht.
Im Altkirchenslawischen verwendet man eine konjugierte Kurzform der aktiven Partizipien, im Ostbaltischen wird heutzutage das unflektierbare Quasipartizip gebraucht. Im Gegensatz zum Latein muss immer eine Verbform in der halbsententiellen Phrase aufscheinen.
Im Sanskrit dient der absolute Dativ zur Wiedergabe von Finalsätzen.

## Beispiele
- Lit.: Laikui bėgant Jonas viską užmiršo. „Im Laufe der Zeit hat Jan alles vergessen“ (wörtlich: „Der Zeit laufend...“)
- Lett.: man nezinams „ohne dass ich [es] wüsste“ (wörtlich: „mir nicht wissend“)
- AKS: И абье молитвѭ сътворьшу ѥму съниде огнь съ небесе „Und kaum hatte er ein Gebet gesprochen, da kam Feuer vom Himmel“

Im Altkirchenslawischen sind einige absolute Dativkonstruktionen zu festen Redewendungen erstarrt, z. B. поздѣбывъши „als es spät wurde“, вечеру бывъшу „als es Abend wurde“, вечеръ сѭщу „auf die Nacht“. In letzterem Beispiel steht das Agens ausnahmsweise nicht im Dativ.
Diese Konstruktion ist durch koordinierte Nebensätze oder Nominalphrasen paraphrasierbar.
Daneben gibt es auch eine Konstruktion von einem Dativ mit einem Infinitiv.